# 민영 (시인)
민영(閔暎, 1934년 9월 6일 ~ 2025년 6월 17일)은 대한민국의 시인이다.

## 생애
강원특별자치도 철원 출생이며, 가족과 함께 만주국으로 건너가 그 곳에서 상장했다. 그는 간도성 허룽현(和龍縣)의 명신소학교를 다녔으나 학교를 그만뒀다. 1959년 《현대문학》 추천을 통해 등단하였다. 시는 주로 간결하고 응축된 단시이다. 시집으로 《단장》,《용인 지나는 길에》,《냉이를 캐며》 등이 있다. 1991년 만해문학상을 수상했다.

## 작품

### 시집
- 《용인 지나는 길에 》(1977년, 창비)
- 《엉겅퀴꽃》(1987년, 창비)
- 《유사를 바라보며》(1996년, 창비)
- 《해지기 전의 사랑》(2001년, 큰나)
- 《새벽에 눈을 뜨면 가야 할 곳이 있다 》(2013년, 창비)